# Premi Butaca a la millor actriu de teatre musical
Els Premis Butaca de 2003, varen ser la novena edició dels oficialment anomenats Premis Butaca de teatre i cinema de Catalunya, uns guardons teatrals i cinematogràfics catalans, creats l'any 1995 per Glòria Cid i Toni Martín, conductors d'un programa a la ràdio de Premià de Mar, en reconeixement de les obres de teatre i pel·lícules estrenades a Catalunya. Els premis són atorgats per votació popular.

## Premis i nominacions

### 1990s
| Any                    | Actriu             | Musical |
| ---------------------- | ------------------ | ------- |
| 1998 4ts Premis Butaca |                    |         |
| Vicky Peña             | Guys and Dolls     |         |
| Pili Capellades        | El somni de Mozart |         |
| Laura Conejero         | Sóc lletja         |         |
| Rosa Galindo           | Els Pirates        |         |
| 1999 5ns Premis Butaca | N/D                | N/D     |

### 2000s
| Any                     | Actriu                                    | Musical |
| ----------------------- | ----------------------------------------- | ------- |
| 2000 6ns Premis Butaca  |                                           |         |
| Teresa Vallicrosa       | T'estimo, ets perfecte... ja et canviaré! |         |
| Inma Ochoa              | Cacao                                     |         |
| Damaris Martínez        | Rent                                      |         |
| Manoli Nieto            | Rent                                      |         |
| Maria Josep Peris       | T'estimo, ets perfecte... ja et canviaré! |         |
| 2001 7ns Premis Butaca  |                                           |         |
| Mont Plans              | El temps de Planck                        |         |
| Anna Argemí             | La bella Helena                           |         |
| Pili Capellades         | El temps de Planck                        |         |
| Rosa Galindo            | El temps de Planck                        |         |
| Mònica López            | A Little Night Music                      |         |
| 2002 8ns Premis Butaca  |                                           |         |
| Mercè Martínez          | The Full Monty                            |         |
| Thais Ciurana           | Notre-Dame de Paris                       |         |
| Mone                    | The Full Monty                            |         |
| 2003 9ns Premis Butaca  |                                           |         |
| Marta Ribera            | Jekyll & Hyde                             |         |
| 2004 10ns Premis Butaca |                                           |         |
| Marta Marco             | La Perritxola                             |         |
| Roser Batalla           | No són maneres de matar a una dona        |         |
| Mercè Martínez          | No són maneres de matar a una dona        |         |
| 2005 11ns Premis Butaca |                                           |         |
| Elena Gadel             | Mar i cel                                 |         |
| 2006 12ns Premis Butaca |                                           |         |
| Mercè Martínez          | Paradís                                   |         |
| Mariona Blanch          | El Mikado                                 |         |
| Lourdes Fabrés          | La fira de l'amor                         |         |
| Àngels Gonyalons        | Paradís                                   |         |
| 2007 13ns Premis Butaca |                                           |         |
| Vicky Peña              | Al llarg del Kurt                         |         |
| Maria Hinojosa          | El dúo de la africana                     |         |
| Lina Lambert            | Crónica sentimental de España             |         |
| Laia Piró               | John i Jen                                |         |
| 2008 14ns Premis Butaca |                                           |         |
| Anna Moliner            | Boscos endins                             |         |
| Anna Alborch            | Ruddigore o la nissaga maleïda            |         |
| Marta Ribera            | Cabaret                                   |         |
| Annabel Totusaus        | Boscos endins                             |         |
| 2009 15ns Premis Butaca |                                           |         |
| Vicky Peña              | Sweeney Todd                              |         |
| Julia Möller            | Aloma                                     |         |
| Mercè Martínez          | La bella y la bestia                      |         |
| Marta Ribera            | Spamalot                                  |         |

### 2010s
| Any                     | Actriu                                                | Musical |
| ----------------------- | ----------------------------------------------------- | ------- |
| 2010 16ns Premis Butaca |                                                       |         |
| Alícia Serrat           | Pegados                                               |         |
| Lali Camps              | La casa sota la sorra                                 |         |
| Muntsa Rius             | The Black Rider                                       |         |
| Maria Santallusia       | La casa sota la sorra                                 |         |
| 2011 17ns Premis Butaca |                                                       |         |
| Annabel Totusaus        | Nit de Sant Joan                                      |         |
| Lloll Bertran           | Geronimo Stilton, el musical del Regne de la Fantasia |         |
| Maria Hinojosa          | Carta blanca                                          |         |
| 2012 18ns Premis Butaca |                                                       |         |
| Mercè Martínez          | La vampira del Raval                                  |         |
| Dulcinea Juárez         | Forever Young                                         |         |
| Maria Santallusia       | El crim de Lord Arthur Savile                         |         |
| 2013 19ns Premis Butaca |                                                       |         |
| Mercè Martínez          | T'estimo, ets perfecte... ja et canviaré!             |         |
| Gràcia Fernández        | Le llaman copla                                       |         |
| Muntsa Rius             | T'estimo, ets perfecte... ja et canviaré!             |         |
| Maria Santallusia       | The Wild Party                                        |         |
| 2014 20ns Premis Butaca |                                                       |         |
| Mone                    | Marry Me a Little                                     |         |
| Virginia Martínez       | Germans de sang                                       |         |
| Manuela Nieto           | Goodbye, Barcelona                                    |         |
| 2015 21ns Premis Butaca |                                                       |         |
| Elena Gadel             | El Petit Príncep                                      |         |
| Nina Agustí             | Mares i filles                                        |         |
| Mariona Castillo        | Mares i filles                                        |         |
| Laia Piró               | A la burgesa                                          |         |
| 2016 22ns Premis Butaca |                                                       |         |
| Mercè Martínez          | 73 raons per deixar-te                                |         |
| Mariona Castillo        | Limbo                                                 |         |
| Bealia Guerra           | Sugar, ningú no és perfecte                           |         |
| Mone                    | 73 raons per deixar-te                                |         |
| 2017 23ns Premis Butaca |                                                       |         |
| Ana San Martín          | Scaramouche                                           |         |
| Mireia Mambo            | Scaramouche                                           |         |
| Virginia Martínez       | Close to Liza                                         |         |
| 2018 24ns Premis Butaca |                                                       |         |
| Elena Gadel             | Cabaret                                               |         |
| Lu Fabrés               | Tick, Tick... Boom!                                   |         |
| Maria Molins            | Cabareta                                              |         |
| Nina                    | Casi normales                                         |         |
| 2019 25ns Premis Butaca |                                                       |         |
| Anna Moliner            | Els Jocs Florals de Canprosa                          |         |
| Mariona Castillo        | Fun Home                                              |         |
| Raquel Jezequel         | Carrie, el musical                                    |         |
| Elena Tarrats           | Maremar                                               |         |

### 2020s
| Any                     | Actriu                    | Musical |
| ----------------------- | ------------------------- | ------- |
| 2020 26ns Premis Butaca |                           |         |
| Diana Roig              | La tienda de los horrores |         |
| Neus Pàmies             | Infanticida               |         |
| The Sey Sisters         | La tienda de los horrores |         |
| 2021 27ns Premis Butaca |                           |         |
| Mariona Castillo        | La filla del mar          |         |
| Júlia Bonjoch           | Pegados                   |         |
| Aida Llop               | Mistela Candela Sarsuela  |         |
| Mireia Orrit            | Barcelona 24h             |         |
| 2022 28ns Premis Butaca |                           |         |
| Mireia Portas           | Cantando bajo la lluvia   |         |
| Anna Moliner            | Company                   |         |
| Marta Ribera            | Company                   |         |
| Diana Roig              | Cantando bajo la lluvia   |         |
| 2023 29ns Premis Butaca |                           |         |
| Àngels Gonyalons        | L'alegria que passa       |         |
| Mariona Castillo        | L'alegria que passa       |         |
| Mercè Martínez          | Golfus de Roma            |         |
| Ana San Martín          | Golfus de Roma            |         |
| 2024 30ns Premis Butaca |                           |         |
| Mireia Portas           | The Producers             |         |
| Gracia Fernández        | Batec                     |         |
| Patricia Paisal         | Alan, el musical          |         |

## Rècords dels premis

### Múltiples guardons

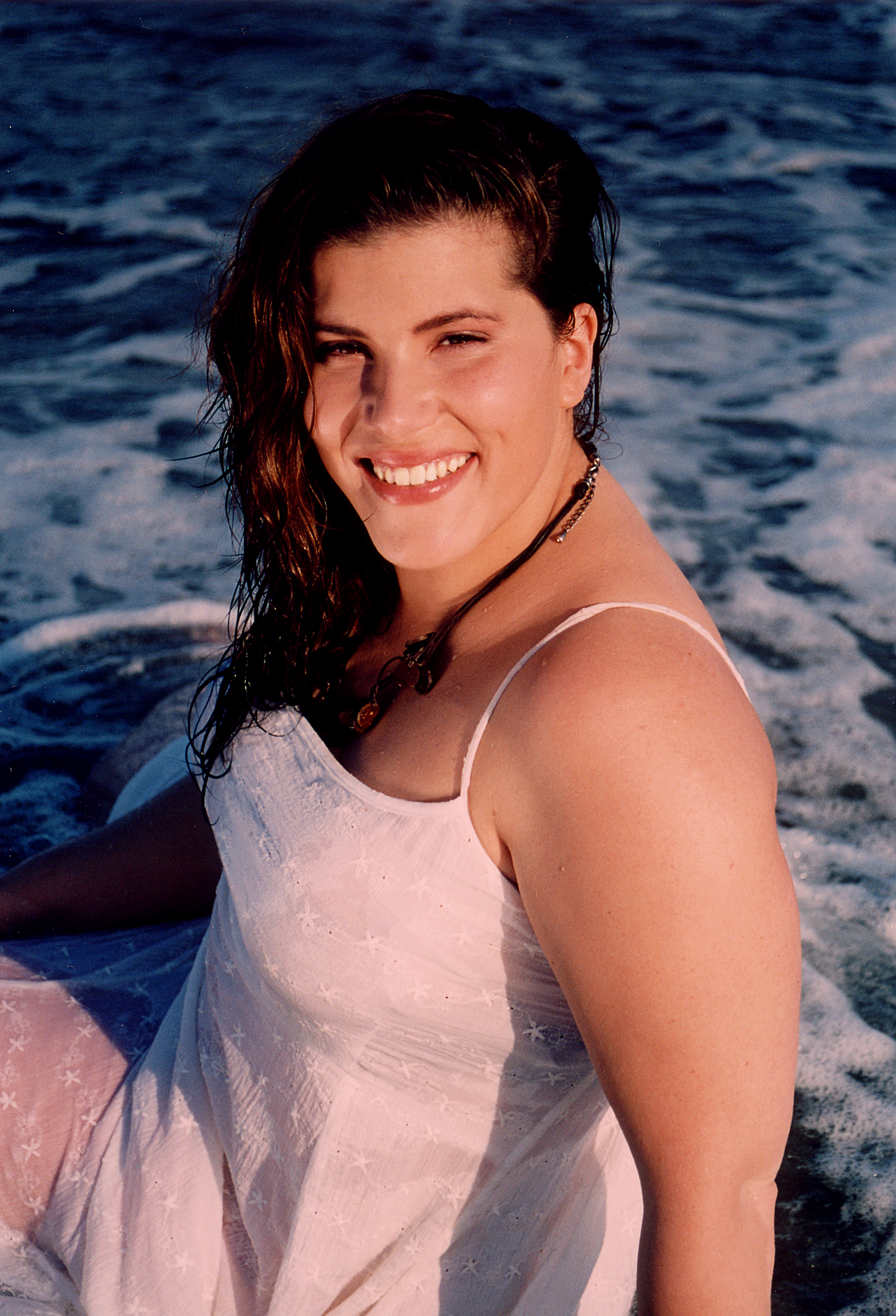
Mercè Martínez

#### 6 guardons
- Mercè Martínez

#### 3 guardons
- Vicky Peña
- Elena Gadel

#### 2 guardons
- Anna Moliner
- Mireia Portas

### Múltiples nominacions

#### 4 nominacions
- Mariona Castillo

### 3 nominacions
- Marta Ribera

### 2 nominacions
- Pili Capellades
- Rosa Galindo
- Mercè Martínez
- Virgínia Martínez
- Mone
- Manoli Nieto
- Laia Piró
- Muntsa Rius
- Maria Santalluisa